# Gil Clancy
Gil Clancy (* 30. Mai 1922 als Gilbert Thomas Clancy; † 31. März 2011) war ein US-amerikanischer Boxtrainer und -manager.   Der ehemalige WBA-Weltmeister im Halbschwergewicht Eddie Mustafa Muhammad wurde unter anderem von ihm gemanagt.

## Trainerkarriere
Emile Griffith, der eine fast 20-jährige Karriere hatte, wurde ausschließlich von ihm trainiert.
Clancy trainierte den Olympiasieger im Schwergewicht von 1968 George Foreman nach dessen Niederlage gegen Muhammad Ali 1974 bis zur Niederlage gegen Jimmy Young 1977 (Foreman legte nach der Young-Niederlage eine 10-jährige Pause ein). Unter der Leitung von Clancy schlug Foreman, obwohl er nach der schweren Pleite gegen Ali nicht mehr der Alte und in ziemlich schlechter Form war, im Jahre 1976 den Weltklasseschwergewichtler Ron Lyle in Runde 5 schwer k.o. (diese Schlacht wurde vom Ring Magazine zum Kampf des Jahres gewählt) und zum zweiten Mal Joe Frazier.
Andere bemerkenswerte Boxer, die Clancy trainierte, waren unter anderem Alex Miteff, Oscar Bonavena, Gregorio Peralta, Muhammad Ali, Joe Frazier, Mac Foster, Johnny Persol, Jerry Quarry, Gerry Cooney, Jorge Ahumada, Tony Anthony, Tom Bethea, Ralph Jones, Juan Rivero, Rodrigo Valdez, Harold Weston, Óscar de la Hoya, Ken Buchanan, Juan La Porte, Charlie Green, Manuel Álvarez, Manuel Ramos und Wayne Thornton.
Im Jahre 1993 fand Clancy Aufnahme in die International Boxing Hall of Fame.

## Auszeichnungen
Clancy wurde unter anderem von der Boxing Writers Association of America (BWAA) in den Jahren 1967 und 1973 jeweils zum „Manager des Jahres“ gewählt und im Jahr 1983 mit dem Sam Taub Award ausgezeichnet.

## Sonstiges
Clanty galt sowohl als Trainer wie auch als Manager als einer der besten.

## Aufnahme in Ruhmeshalle
Im Jahre 1993 wurde Clanty in die International Boxing Hall of Fame aufgenommen.